# جني نصير

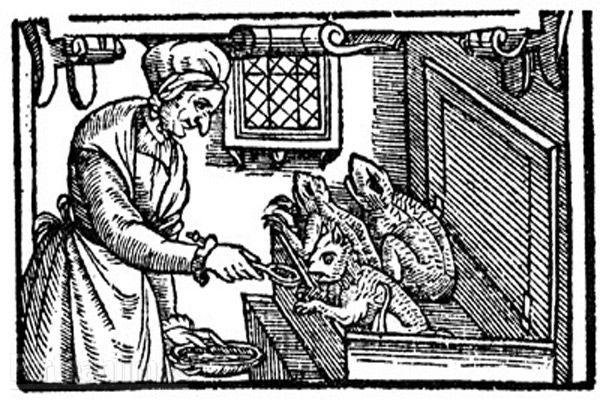
رسم من أواخر القرن السادس عشر لساحرة تغذي جنيات صغيرة

الجني النصير في التراث الشعبي الأوربّي في العصور الوسطى وأوائل الحقبة الحديثة المبكرة يُعتقد أنه كيانٌ أو وصي روحي يحمي وينصر السحرة والقوم المَكَرَة في ممارستهم للسحر. وفقًا لسجلات ذلك الوقت، أفاد أولئك الذين زعموا أنهم كانوا على اتصال بجني نصير أنه يمكن لهم أن يظهروا بأشكال عديدة، عادة حيوانًا، ولكن في بعض الأحيان شخصيةً بشرية، ووصفوا بأنهم ذو أشكال محددة ذات ثلاثة أبعاد، على عكس أوصاف الأشباح بأشكالها الدخانية غير المحددة.